# Eugenia (cesarzowa francuska)
Cesarzowa Eugenia (Impératrice Eugénie) (pełne nazwisko panieńskie: Eugenia Maria Ignacia Augustina Palafox de Guzmán Portocarrero y Kirkpatrick de Closeburn), dziewiąta hrabina Teba, markiza Moya, zwana najczęściej Eugenia de Montijo (ur. 5 maja 1826 w Grenadzie, zm. 11 lipca 1920 w Madrycie) – arystokratka hiszpańsko-szkocka, ostatnia monarchini francuska (1853–1871), żona Napoleona III, regentka Francji w latach 1859, 1865 i 1870.

## Młodość

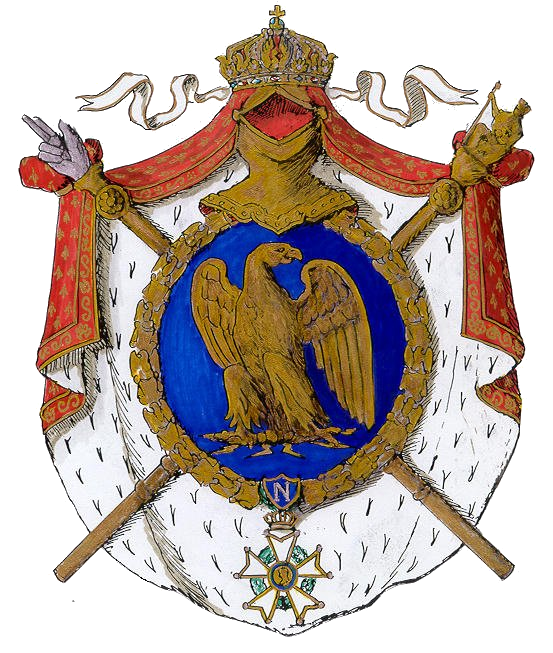
Herb cesarski Bonapartów

### Rodzina
Más pesa el rey que la sangre (król jest ważniejszy niż krew) – miał według legendy powiedzieć w roku 1291 Alonso Pérez de Guzmán, gubernator oblężonej przez Maurów twierdzy Tarifa, gdy wróg zagroził straceniem jego wziętego do niewoli syna, żądając w zamian za jego życie kapitulacji twierdzy” – tymi słowami rozpoczynają się wydane pośmiertnie w roku 1926 wspomnienia cesarzowej. Do różnych gałęzi rodu Guzmanów należą rodziny najwyższej arystokracji hiszpańskiej, książęta Medina Coeli, Medina Sidonia, Las Torres i Olivares oraz hrabiowie de Montijo. Gałąź Eugenii pochodziła po kądzieli od króla Leonu i Kastylii Alfonsa X Mądrego. Jedna z krewnych z gałęzi Medina Sidonia, Doña Luiza Francisca de Guzmán, była w XVII wieku królową Portugalii jako małżonka Jana IV. Rodzina Portocarrero de Montijo pochodziła pierwotnie z Genui, należał do niej pierwszy doża Republiki Genueńskiej, Szymon I Boccanera (1339–1344), którego syn Szymon II Boccanera piastował ten sam urząd w latach 1356–1363.
Eugenia urodziła się jako druga córka Dona Cypriana Palafox de Guzmán y Portocarrero, młodszego syna granda Hiszpanii hrabiego de Teba, i Marii Manueli Kirkpatrick, córki konsula USA w Maladze Williama Kirkpatricka of Closeburn, szlacheckiego pochodzenia szkockiego, hurtownika winami hiszpańskimi. Ojciec Cyprian (1785–1839), drugi i niezbyt bogaty syn możnego ziemianina, zwolennik Bonapartów, m.in. oficer armii króla Józefa Bonaparte, służył w roku 1814 w armii napoleońskiej jako pułkownik artylerii i brał udział w obronie Paryża. Po powrocie do Hiszpanii został aresztowany i uwięziony na rozkaz króla Ferdynanda VII. Jak córka go określa we wspomnieniach, „był człowiekiem o liberalnych poglądach, energicznym i interesującym się kulturą, zawsze gotowym pomagać innym”. Na skutek odniesionych obrażeń w wojnach napoleońskich stracił lewą rękę i oko. Po klęsce Napoleona żył na wygnaniu. Powrócił do Hiszpanii po amnestii dla bonapartystów ogłoszonej przez króla Ferdynanda VII. Zamieszkał w Maladze pod kontrolą policji, ponieważ monarcha mu nie ufał i miał zakaz pojawiania się w Madrycie. W 1817 r. poznał żonę. 15 grudnia tego samego roku para wzięła ślub. Jako małżeństwo zamieszkali w Granadzie przy ulicy Gracia. Don Cipriano nie stłumił w sobie napoleońskich ideałów. Był buntownikiem i mnóstwo czasu spędzał w więzieniach m.in. w Santiago de Compostela. Doña Manuela musiała więc żyć w samotności, wobec czego krążyło o niej mnóstwo plotek przypisujących jej liczne romanse. Miała także liczne długi. W 1825 r., po powrocie Don Cipriano do domu urodziła się im pierwsza córka Maria Francisca, zwana Pacą (29 stycznia 1825 – 16 września 1860).

### Dzieciństwo
Przyszła cesarzowa Eugenia, według wspomnień matki, przyszła na świat w Granadzie 5 maja 1826 r. podczas trzęsienia ziemi. Jednak prawda była inna. Wstrząsy nawiedziły Granadę 10 dni później. Była ładną dziewczynką o kasztanowych włosach, jasnej karnacji i fiołkowych oczach. Charakter odziedziczyła po ojcu. Jeździła wraz z nim konno, spała pod gołym niebem, odwiedzała cygańską dzielnicę Albaicín i oglądała korridę. Bliskie były jej też ideały bonapartystów.
W 1830 r., za zgodą króla Hiszpanii, rodzina przeniosła się do Madrytu, gdzie zamieszkali przy ulicy de Sordo. Tam, choć żyli stosunkowo biednie, otaczali się wąskim gronem znajomych. Tak poznali romantycznego pisarza Prospera Mérimée, zwanego przez Eugenię Don Prospero, który do końca życia został jej powiernikiem. Cztery lata później, po śmierci ojca Cyprian otrzymał w sekundogeniturze część posiadłości rodzinnych i tytuł hrabiego de Montijo oraz księcia (duque) de Peñeranda, a w 1834, po śmierci bezdzietnego starszego brata, Dona Eugeniusza, resztę tytułów i majątków rodzinnych. Wśród ich posiadłości można wymienić wspaniały pałac de Ariza, nazywany pałacem de Montijo i wiejską rezydencję na przedmieściach Madrytu w Carabanchel.
W 1833 r. zmarł król Ferdynand VII i rozpoczęła się I wojna karlistowska, mająca wyłonić spadkobiercę tronu hiszpańskiego. W tej sytuacji Cyprian wysłał rodzinę do Paryża. Tam zamieszkali w skromnym apartamencie przy Polach Elizejskich. Eugenia i jej starsza siostra Paca rozpoczęły edukację w renomowanej szkole sióstr z Sacré-Cœur, gdzie zostały wychowane w duchu surowego, graniczącego z bigoterią katolicyzmu. Na początku miały trudności w nowej szkole (rówieśnicy przedrzeźniali hiszpański akcent sióstr) i dodatkowo miały słabe oceny. Potem, Eugenia wraz z rodziną przeprowadziła się do apartamentu przy de la Ville-l’Evêque, mieszczącego się niedaleko Pałacu Elizejskiego. Tam ponownie odnowili kontakt z Don Prosperem. Do kręgu znajomych dołączył również Stendhal, zwany przez Eugenię „monsieur Beyle” (prawdziwe nazwisko Stendhala). Opowiadał on o wojnach napoleońskich. Dziewczynki oczekiwały spotkań z nim z utęsknieniem. Sam Stendhal nie zapomniał o Eugenii i poświęcił siostrom de Montijo rozdział w Pustelni parmeńskiej. Napisał go po hiszpańsku i zadedykował: Dla Was, Paco i Eugenio, 15 grudnia 1838 r..
Po przyjeździe Cypriana do Paryża rodzice dziewczynek nie mogli znaleźć wspólnego języka za sprawą nadmiernych wydatków Manueli. Ojciec przepisał Eugenię do gimnazjum o mniejszym rygorze, prowadzonego przez jego dawnego kolegę z armii, Józefa Bonapartego. Tam mogła oddawać się ulubionej jeździe konnej, szermierce i pływaniu. Niestety pobyt ojca w Paryżu był krótki, bo potem uczestniczył on w wojnie karlistowskiej w Hiszpanii. Eugenia bardzo źle znosiła rozłąkę z ojcem. Ponownie wróciła do dawnej szkoły. Nie chodziła do niej długo, gdyż Manuela wraz z córkami wyjechała do Anglii. Tam zapisała córki do kolegium Clifton obok Bristolu. Eugenia nie czuła się szczęśliwą w nowej szkole. Zaprzyjaźniła się z hinduską księżniczką, z którą planowała uciec do Indii. Próba ucieczki zakończyła się fiaskiem. Po tym wydarzeniu, rodzina znów wróciła do Francji i do starej szkoły. Dziewczynki znalazły się pod opieką Angielki, pani Flowers. Uczyła ona je dyscypliny i angielskiego. Eugenia miała wtedy 12 lat i była zbuntowaną nastolatką. Lubiła chodzić do teatru i chciała zostać aktorką. Jak potem wspominała: Gdy miałam dwanaście lat, chciałam być aktorką. Nie miałam szczęścia, zostałam cesarzową. W 1839 r. umiera Don Cyprian. Odszedł w obecności żony. Córki dojechały parę dni potem, za co Eugenia była zła na matkę.

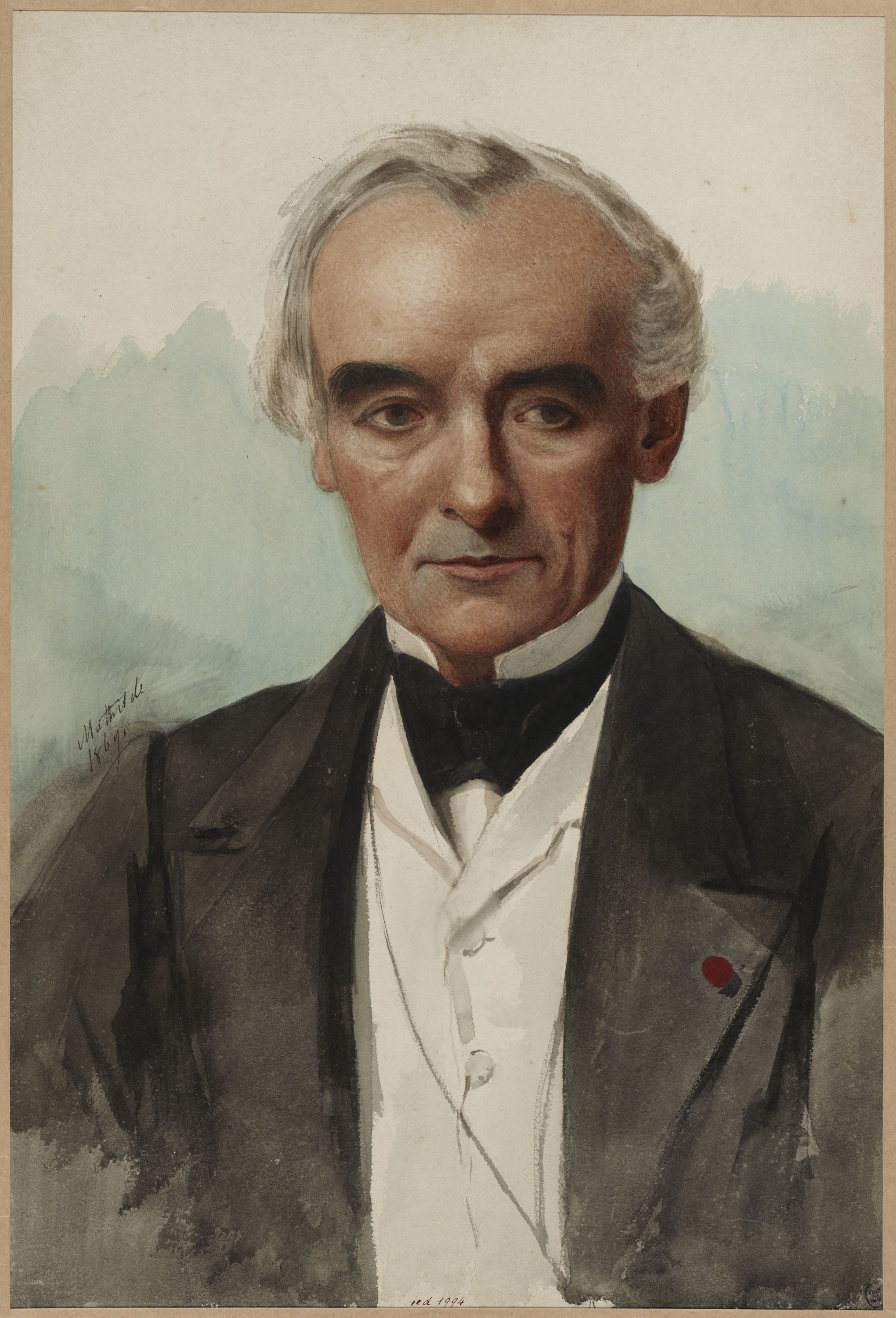
Prosper Mérimée

Matka, Doña Manuela, miała wielkie plany co do przyszłości córek, a konkurentów nie brakło: obie panny były bardzo piękne, Paca bardziej hiszpańska z wielkimi czarnymi oczami i oliwkową cerą, Eugenia bardziej szkocka, wysokiego jak na owe czasy wzrostu, z niebieskimi oczami, rudawymi włosami (w Anglii z tego powodu była przezywana  Marchewką) i wspaniałą figurą. Oprócz wszystkiego obie panny były teraz bardzo posażne, gdyż po śmierci bezdzietnego stryja hrabiego de Teba i ojca odziedziczyły wszystkie dobra rodowe: Paca jako najstarsza 2/3, a Eugenia 1/3. Najbardziej wchodzącym w rachubę zalotnikiem był Jakub Ludwik Fitz-James, 15. książę Alba i 8. książę Berwick (3 czerwca 1821 – 10 lipca 1881), Stuart, potomek króla Anglii i Szkocji Jakuba II, posiadający dwanaście tytułów granda Hiszpanii i niezmierną fortunę. Cała socjeta madrycka czekała z napięciem, którą z hrabianek Alba wybierze, a kawaler po wielomiesięcznym wahaniu zaczął zalecać się płomiennie do Eugenii. Niestety Paca zakochała się bez pamięci w Albie i groziła samobójstwem, w razie gdyby siostra go poślubiła, kiedy więc Alba poprosił Eugenię o jej rękę, ta (wobec mężczyzn dość obojętna) ubłagała go, by oświadczył się Pace. Ślub miał miejsce 14 lutego 1844 i Eugenia przez miłość do siostry straciła możliwość zostania pierwszą damą Hiszpanii i szansę noszenia tytułów: 8. księżna Berwick, 15. księżna Alba de Tormes, księżna de Liria, markiza del Carpio de Coria, de Eliche, de la Mota, de San Leonardo, de Tarazona, de Sarriá, de Villanueva del Rio, de la Algaba, de Barcarrota, de Valderrábano, de Villanuova del Fresne, hrabina de Andrade, de Ayala, de Fuentes de Valdepero, de Gelves, de Lemos, de Lerin, de Monterrey, de Osorno i de Villalva (plus kilkanaście tytułów baronowskich i rycerskich). Jednak czuła się nieszczęśliwa i miała złamane serce, o czym świadczyła próba popełnienia samobójstwa przez połknięcie pudełka zapałek. Chciała też zostać zakonnicą, co jednak nie doszło do skutku. Eugenia zapadła na nieżyt nosa i pojechała wraz z matką do uzdrowiska Eaux-Bonnes we francuskich Pirenejach.
Po powrocie zakochała się z wzajemnością w bogatym księciu Sesto i markizie Alcañices Pepie Alcañicesie. Arystokrata nie poprosił nigdy o jej rękę. Po obaleniu króla Ludwika Filipa ambasadorem II Republiki Francuskiej w Madrycie został mianowany kuzyn prezydenta Francji Ludwika Napoleona Bonapartego, książę Napoleon Józef Bonaparte, który uzyskał potem niepochlebny przydomek Plonplon. Plonplon, częsty i mile widziany gość w pałacu Montijo, zapałał miłością do Eugenii i poprosił o jej rękę, ale wierny Mérimée doniósł damom Montijo, że prezydent Bonaparte – kawaler szukający żony – najprawdopodobniej w niedługim czasie ogłosi się cesarzem Francuzów, a zatem Eugenia dała kosza Plonplonowi, a Doña Manuela, od młodości zagorzała bonapartystka, przeniosła się z obiema córkami w r. 1850 do Paryża, gdzie wynajęła wytworny apartament przy Place Vendôme. Wkrótce panie de Montijo otrzymały zaproszenie na przyjęcie u księżniczki Matyldy, siostry stryjecznej księcia-prezydenta. Miały długo pozostać w kręgach towarzyskich obracających się wokół Bonapartów, gdyż mimo swego pochodzenia z wysokiej szlachty hiszpańskiej były tylko w połowie tolerowane przez starą arystokrację mieszkającą (do dziś) w dzielnicy Faubourg Saint-Germain – nie trzymały się konwenansów panujących w tej klasie społecznej. W tym czasie wiele podróżowały.

### Zaręczyny i ślub

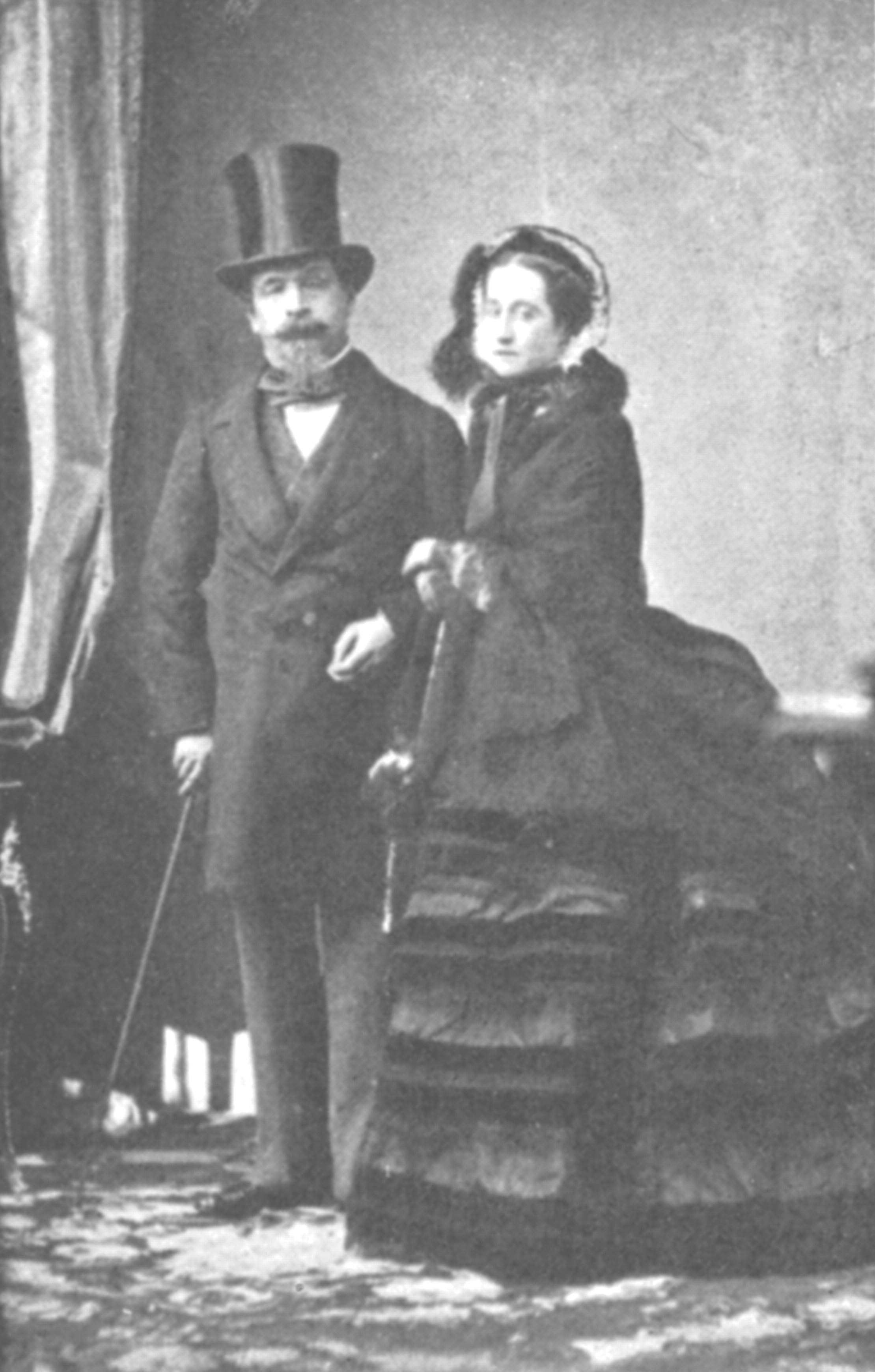
Napoleon i Eugenia po ślubie

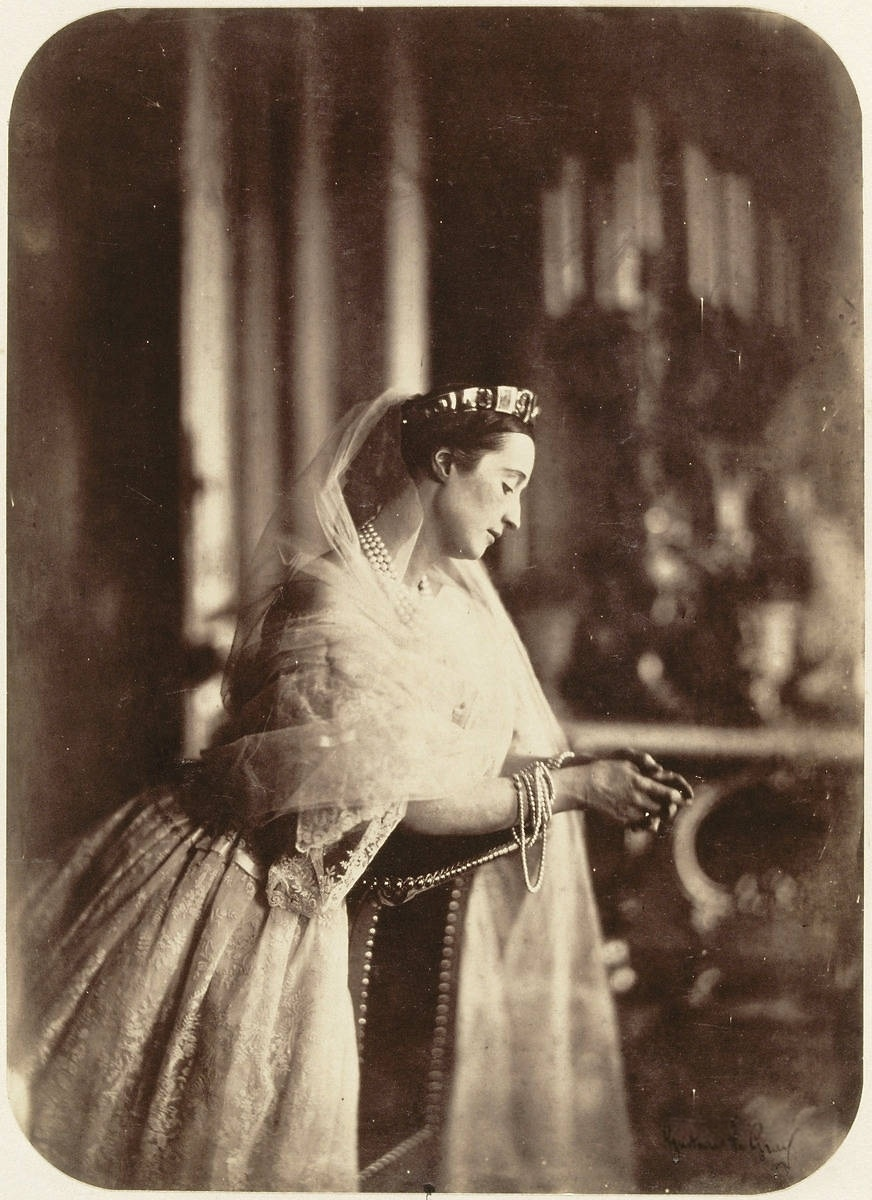
Cesarzowa Eugenia, 1856

Jeszcze przed ogłoszeniem się cesarzem Napoleon III musiał zadbać o przyszłość swej dynastii, gdyż – po wyłączeniu linii Lucjana Bonapartego z praw do następstwa tronu przez Napoleona I – jedynym dziedzicem ewentualnego tronu był nielubiany przez kuzyna i poza tym reprezentujący poglądy bardzo lewicowe Plonplon, syn byłego króla Westfalii Hieronima. Córki panujących Habsburgów, Romanowów czy Burbonów nie wchodziły w rachubę, gdyż dynastia Bonapartów nadal była przez stare dwory europejskie uznawana tylko połowicznie. Napoleon zaczął się więc starać o rękę najpiękniejszej wówczas księżniczki Europy, Karoli von Holstein-Gottorp, zwanej księżniczką Waza, wnuczki zdetronizowanego króla Szwecji Gustawa IV Adolfa, ale wszelkim planom matrymonialnym sprzeciwił się jej ojciec Gustaw Vasa, były następca tronu Szwecji, nie widząc dla ukochanej córki przyszłości w niespokojnej politycznie Francji (powiedział jej: Jeśli za niego wyjdziesz, za 20 lat znajdziesz się na bruku, pozbawiona wszystkiego). Był wówczas rok 1850, ks. Gustaw słusznie przepowiedział przyszłość i wydał Karolę czym prędzej za Alberta, przyszłego króla Saksonii. Następną kandydatką z rodów suwerennych była Adelajda von Hohenlohe, krewna królowej Wiktorii, ale i tu zaloty cesarza Francuzów odrzucono. Trzeba się było zatem rozejrzeć za kandydatką z rodów niekoronowanych.
Księżniczka Matylda, zapraszając panie de Montijo na przyjęcie, miała ukryte zamiary: po pierwsze, będąc sama niegdyś zaręczona z Napoleonem III, nie chciała widzieć innej kobiety na tronie francuskim; po drugie uważała sukcesję za zapewnioną przez swego brata Plonplona, a więc wykoncypowała sobie, że podsunie Eugenię Napoleonowi jako kandydatkę na główną metresę (miał ich krocie, w tej chwili aktualna była bogata Amerykanka Miss Howard, która pożyczyła mu kilkanaście milionów na kampanię prezydencką r. 1848) lub na małżonkę morganatyczną. Przeliczyła się totalnie – droga do łoża dumnej arystokratki i pobożnej katoliczki Eugenii mogła prowadzić tylko od ołtarza. Dała to do zrozumienia w rozmowie z przyszłym cesarzem, mówiąc, że droga do jej pokoju wiedzie przez ołtarz i ślub. Już w czasie przyjęcia u Matyldy Napoleon, który na własne życzenie siedział obok Eugenii, zakochał się w pięknej Hiszpance, ale droga do oświadczyn była jeszcze daleka. W chwili poznania Napoleona III Eugenia miała 26 lat. Panie de Montijo były wprawdzie odtąd regularnie zapraszane na soirées do rezydencji prezydenckiej, Pałacu Elizejskiego, czy do Compiègne na polowania, ale Eugenii zawsze towarzyszyła, jako przyzwoitka, matka Doña Manuela, która nigdy nie zostawiała pary samej. Eugenia uczestniczyła w wielu balach i przyjęciach organizowanych przez księżnę Matyldę oraz była zapraszana na liczne polowania. Ani na krok nie odstępował jej przyszły cesarz.
W roku 1852 Napoleon, po zwycięskim wyniku plebiscytu w sprawie transformacji II Republiki w dziedziczne cesarstwo (poparcie 92% społeczeństwa), wjechał 2 grudnia triumfalnie do Paryża, gdzie odebrał paradę wojskową, której z okien pałacu Tuilerie przyglądała się Eugenia z rodziną i przyjaciółmi. Przez cały grudzień trwały zaciekłe dyskusje z krewnymi z rodu Bonapartych – tylko król Hieronim zachowywał się neutralnie, ale jego dzieci Plonplon i Matylda były gwałtownie przeciwne planom kuzyna. Na balu noworocznym roku 1853 w odrestaurowanych Tuileriach, swej nowej rezydencji, Napoleon poprosił Eugenię o jej rękę i dwa dni później wysłał formalny list z oświadczynami do matki Eugenii. Eugenia nie była akceptowana przez lud, który nazywał ją pogardliwie Hiszpanką, awanturnicą i ladacznicą. Także księżna Matylda widziała w niej tylko kandydatkę na kochankę cesarza. Jednak gdy dostała list od ciotecznego brata, że ten chce ożenić się z Eugenią, zaakceptowała jego decyzję i przysięgła go wspierać. Także mało arystokratyczne pochodzenie Eugenii i mały majątek stały na przeszkodzie do zawarcia małżeństwa.

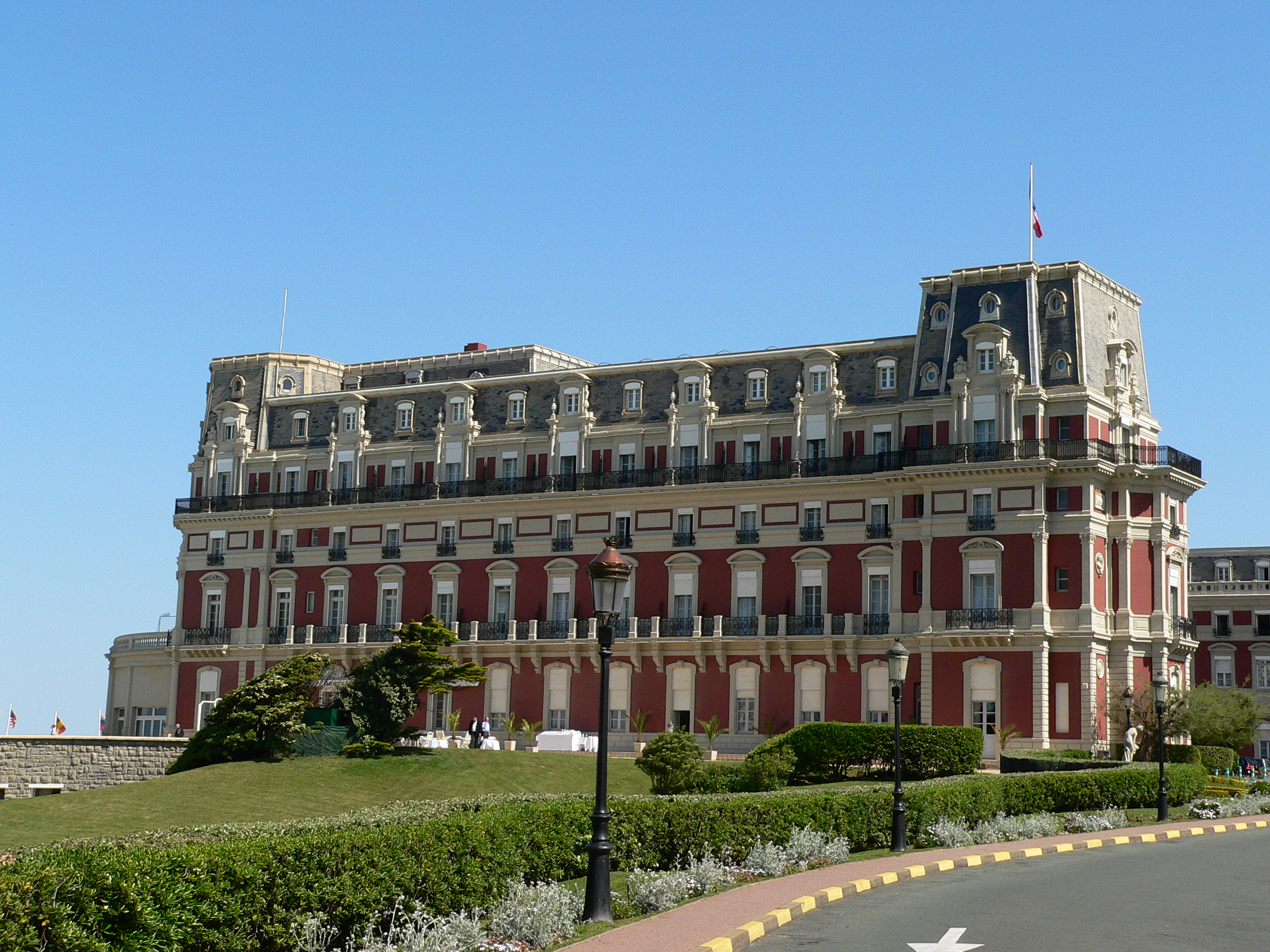
Villa Eugénie w Biarritz, obecnie: Hotel du Palais, wbrew wyglądowi jedna z pierwszych konstrukcji żelbetowych we Francji

Ślub cywilny miał miejsce w sobotę 29 stycznia w Salonie Marszałków, w Tuileriach, a kościelny dzień później w katedrze Notre-Dame. Celebrantem był arcybiskup Paryża, Sibour. Na uroczystość został również zaproszony papież, Pius IX. Nie przybył on jednak do Paryża usprawiedliwiając się zaawansowanym wiekiem i złym stanem zdrowia. Eugenia została cesarzową. W podarunku ślubnym od męża otrzymała w roku 1854 wzniesiony w stylu Ludwika XIII pałacyk Villa Eugénie w Biarritz.

## Cesarzowa Francuzów

### Wczesne lata
Para nowożeńców spędziła miesiąc miodowy w Saint-Cloud. Postanowili także, że ich rezydencją będzie Tuileries. Zaraz po ślubie dowiedziała się, że jest w ciąży, jednak straciła dziecko po upadku z konia. Cesarz przekazał jej na własność Villeneuve-l’Étang, gdzie na wzór Marii Antoniny urządziła gospodarstwo. W arkana polityki została wprowadzona przez męża podczas wojny krymskiej. Czytała raporty państwowe i brała udział w naradach u boku cesarza.

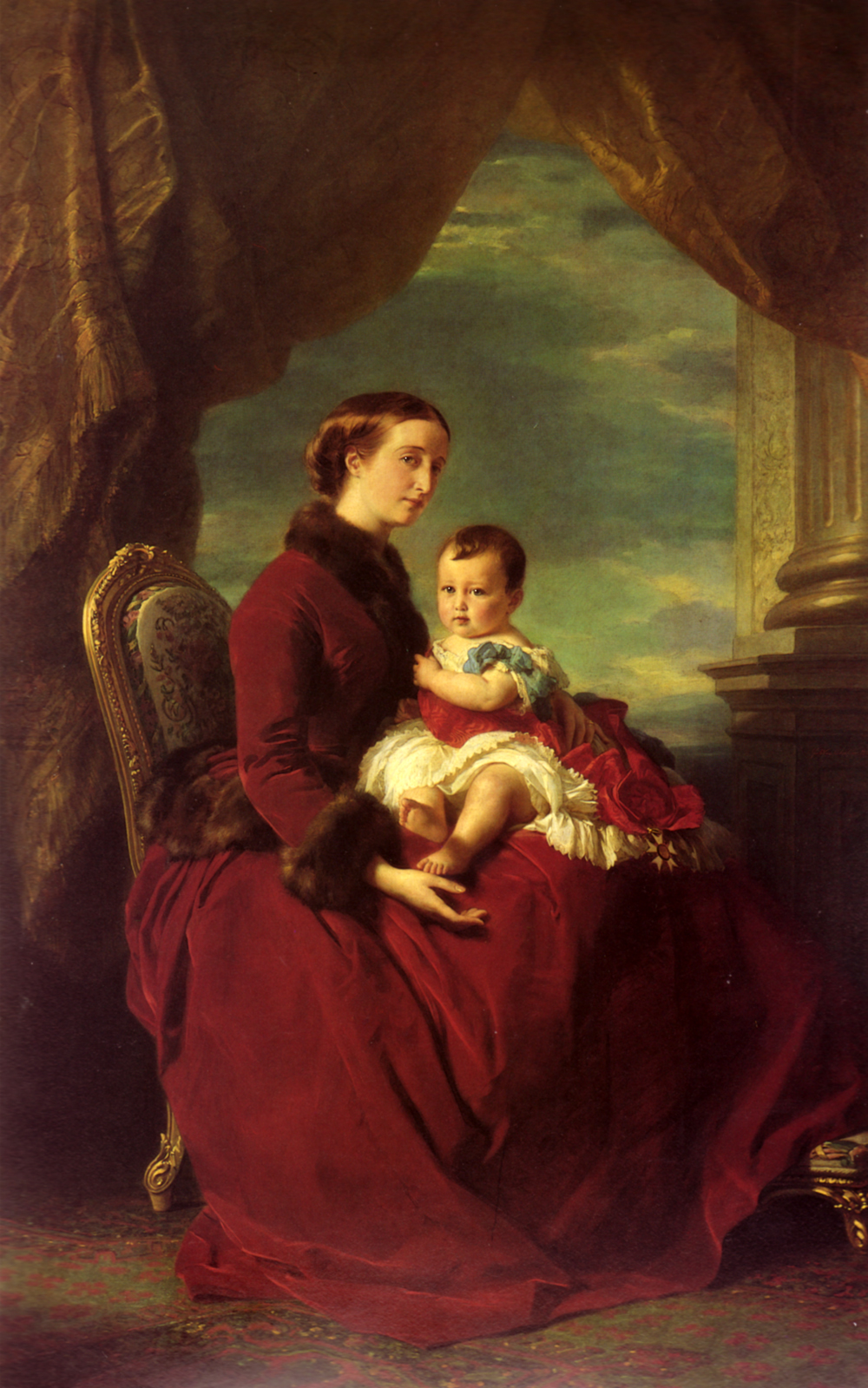
Cesarzowa z synem (obraz F.X. Winterhaltera, ok. 1857)

Bojkotowany dotychczas przez dwory europejskie Napoleon III uzyskał szanse akceptacji, gdy rozpoczęła się wojna krymska. Szczególnie Anglii zależało na osłabieniu pozycji Rosji i sojuszu francuskim, a więc w kwietniu 1855 królowa Wiktoria wystosowała oficjalne zaproszenie do francuskiej pary cesarskiej na odwiedzenie dworu angielskiego. Początkowo bardzo chłodno nastawiona do „uzurpatora” Napoleona, bardzo szybko uległa jego ogromnemu urokowi osobistemu i zachwyciła się nieśmiałą Eugenią, a posiadający wielkie wpływy jej książę-małżonek Albert Sachsen-Coburg-Gotha odkrył w cesarzu interesującego i pełnego idei partnera rozmów. Panowie udawali się na dyskusje militarne z ministrami i generałami, a panie wymieniały poufne zwierzenia o życiu małżeńskim i sytuacji kobiet. Eugenia otrzymała od Wiktorii, matki dziewięciorga dzieci, dokładne rady jak zajść najłatwiej w ciążę i jak, m.in. przez unikanie zbyt gorących kąpieli zachować płód. Wizyta w Anglii zakończyła się pełnym sukcesem politycznym i towarzyskim francuskiej pary cesarskiej: Napoleon otrzymał Order Podwiązki, najwyższe odznaczenie brytyjskie, żaden dwór europejski nie mógł już po akceptacji przez najstarszą monarchię kontynentu i światowe mocarstwo odmówić uznania II Cesarstwu francuskiemu, zaś Wiktoria i Eugenia pozostały przyjaciółkami do końca życia.

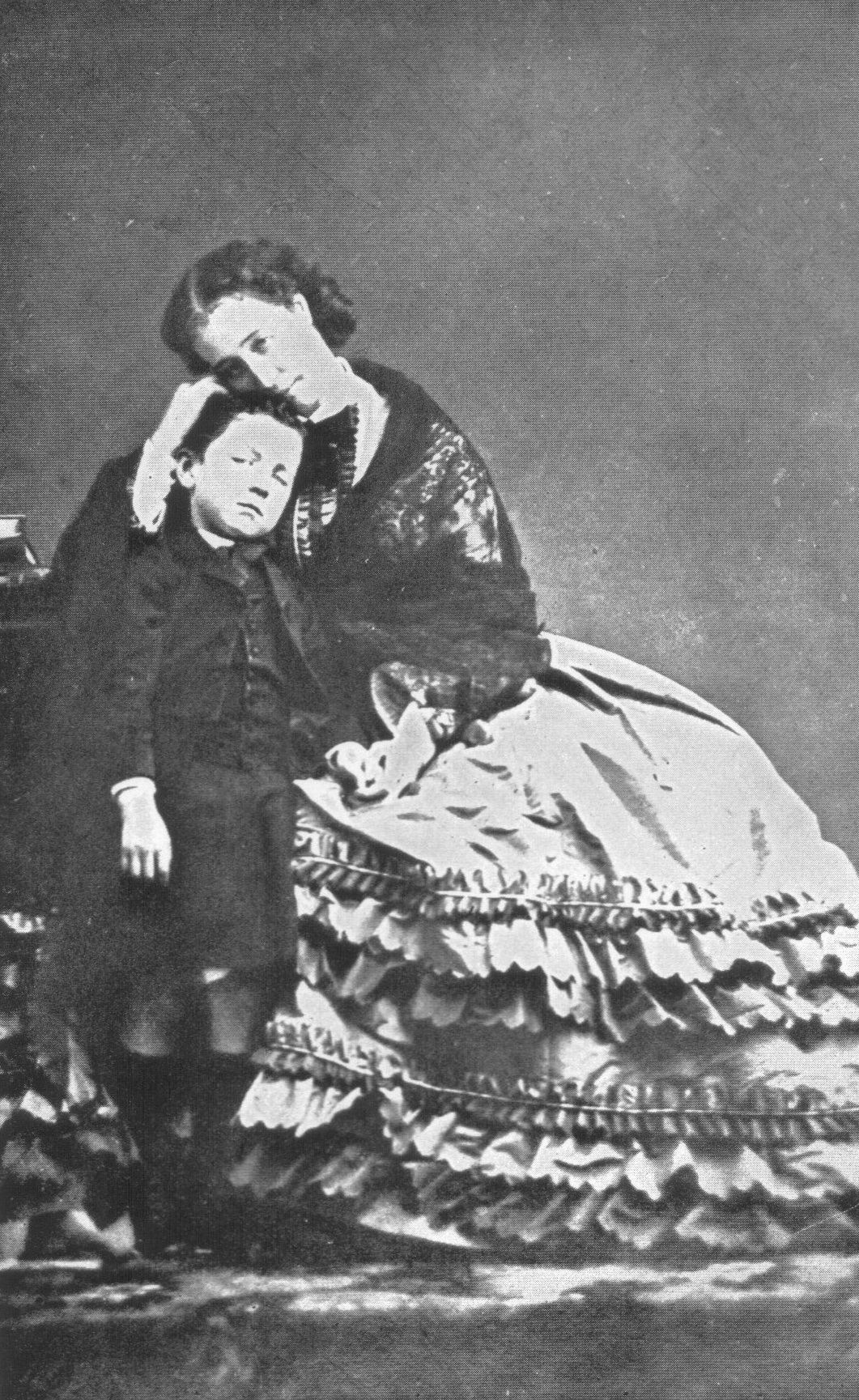
Cesarzowa z synem (fot. ok. 1860)

Parę miesięcy później w tym samym roku 1855 stwierdzono u Eugenii ciążę. Według przesądów korsykańskich panujących w rodzie Bonapartów dziecko urodzone na przedwiośniu przed datą 20 marca było skazane na nieszczęście, a więc dawano Eugenii preparaty z opium, by opóźnić poród. Poza tym dziecko leżało w macicy w niewłaściwej pozycji i obawiano się komplikacji. Eugenia bardzo bała się o to dziecko, gdyż w Paryżu trwała właśnie Wystawa Światowa, a na cesarza dokonano zamachu, z którego ledwo uszedł z życiem. Potem przyjechała z rewizytą królowa Wiktoria. Cesarzowa następnie odpoczywała w swojej willi w Biarritz. Poród zaczął się 15 marca i trwał prawie dobę. W końcu o trzeciej nad ranem 16 marca 1856 parze cesarskiej urodził się syn Napoleon Eugeniusz Bonaparte. Narodziny następcy tronu były ciężkie, a jego przyjście na świat wymagało użycia kleszczy, które złamały Eugenii miednicę. 14 lipca odbył się chrzest dziedzica, którego rodzice nazywali pieszczotliwie Loulou. Na tym wydarzeniu nie był obecny jedynie Plonplon. Po ciężkim porodzie lekarze stwierdzili, że Eugenia nie będzie mogła mieć więcej dzieci. Wpłynęło to bardzo negatywnie na pożycie małżeńskie pary cesarskiej, gdyż Eugenia, nie widząca nic ciekawego w miłości fizycznej, bojąc się nowej ciąży najczęściej odmawiała Napoleonowi łoża, co wpędziło go w ramiona innych kobiet, m.in. Anny Marii Walewskiej, żony Aleksandra Walewskiego. Z czasem małżonkowie zaprzestali zupełnie współżycia seksualnego, Eugenia przy każdej nowej kochance męża wpadała w gniew zazdrości.

### Działalność polityczna

#### Pierwsza regencja
W miarę jak pogarszało się zdrowie Napoleona III, który cierpiał na ciężką kamicę nerkową, cesarz coraz bardziej był skłonny dopuszczać swą żonę do otwartego udziału we władzy. Gdy wyjechał (wbrew jej radom, wiedziała, że był strategiem jedynie na papierze) na wojnę z Austrią roku 1859, mianował ją regentką Cesarstwa. Eugenia z wielką obowiązkowością ujęła ster państwa: co drugi dzień uczestniczyła w posiedzeniach rządu i okazywała żywe zainteresowanie wszystkim sprawami; jeśli czegoś nie rozumiała, prosiła odnośnego ministra o wyjaśnienia po posiedzeniu. Codziennie studiowała raporty przysyłane przez prefektów różnych departamentów Francji, noty dyplomatyczne ambasadorów i komunikaty wojskowe o postępach armii. Na początku 1860 r. odbyła wraz z mężem objazd nowo pozyskanych prowincji: Sabudii i Nicei. Trasa obejmowała tereny od doliny Rodanu po Algierię. 16 września 1860 r. na gruźlicę zmarła jej siostra, Paca. Zajęła się wychowywaniem jedynego syna siostry, Carlosa. O dwójkę pozostałych dzieci dbała z daleka. Od tej pory zaczęła interesować się spirytyzmem. Jesienią tego samego roku udała się incognito w podróż do Szkocji, ponieważ Paryż napawał ją smutkiem. Zasługą jej i Walewskiego było szybkie zawarcie pokoju z Austrią w obliczu mobilizacji Prus. Obciążeniem dla polityki francuskiej było natomiast uparte dążenie Eugenii do zachowania Państwa Kościelnego pod świecką władzą papieża (choć na początku popierała myśl zjednoczenia Włoch). Zniechęciło to do Francji Włochy, które uważały Rzym za swą historyczną stolicę i nie udzieliły później w roku 1870 militarnego poparcia II Cesarstwu. Od czasów swej pierwszej regencji Eugenia uczestniczyła czynnie we wszystkich sprawach polityki zagranicznej. Motorem jej działań była nieufność do Rosji, strach przed Prusami i wstręt do nowo zjednoczonych Włoch, które chciały odebrać papieżowi jego stolicę. Trudno jednak oskarżać Eugenię o skrajny klerykalizm, gdyż słusznie uważała, że obrona Państwa Kościelnego wzmocni poparcie francuskich katolików dla II Cesarstwa. Chciała wzmocnić sojusz z Anglią i zawrzeć nowy z Habsburgami. Aktywność Eugenii wywoływała gwałtowny opór nie tylko republikanów i liberałów, ale i cesarskich kuzynów Matyldy i Plonplona, którzy oskarżali ją o popieranie autokracji i antydemokratyzm, co rzeczywiście odpowiadało prawdzie, gdyż Eugenia, dawniej, w młodości liberałka, teraz jednak przede wszystkim arystokratka z krwi i kości nie ufała demokracji i nie uważała przedstawicieli „ludu” za predestynowanych do sprawowania władzy czy partycypacji w niej.

#### Interwencja w Meksyku
Do wielkich błędów Eugenii należało przekonanie Napoleona o konieczności interwencji francuskiej w Meksyku i osadzenie tam na tronie Maksymiliana Habsburga, brata cesarza Franciszka Józefa. Pomysł o stworzeniu silnego państwa w Ameryce Północnej narodził się w głowie Napoleona III jeszcze podczas przymusowego więzienia w Ham. Cesarzowa zaciekawiła się tą koncepcją po rozmowie z Jose Hidalgo. By sfinansować pobyt wojsk francuskich w Ameryce, państwo musiało zaciągnąć wielkie długi w prywatnych bankach, co zachwiało gospodarką. Francuzi ginęli za morzem za sprawę, która ich nie dotyczyła. Gloria II Cesarstwa zaczęła blednąć a Napoleon III tracić swój prestiż. Francja stała sama wobec wrogich Prus, bez poparcia Anglii, Austrii, Italii czy Rosji. Eugenia zaczęła w tych czasach wywierać nacisk na Napoleona, by abdykował na rzecz syna i jej samej jako regentki, ale cesarz widział jasno, że cesarstwo z małoletnim jako głową państwa nie ma szans przeżycia i odmówił.

#### Druga regencja
W 1865 podczas wizyty cesarza w Algierii, Eugenia znów objęła regencję. Pod nieobecność męża przeprowadziła kilka reform. Starała się złagodzić więzienny rygor, zwłaszcza dla najmłodszych więźniów. Pragnęła uruchomić program publicznego szkolnictwa wyższego dla kobiet. Aby przekonać społeczeństwo do zmian Eugenia zapisała swoje siostrzenice na Sorbonę. Przyczyniła się do rozbudowy sieci szkół we Francji. Przyznawała stypendia dla ubogich dzieci w szkołach i warsztatach rzemieślniczych. Bardzo chciała aby kobiety dostały prawo wyborcze. Promowała literaturę i sztukę. Przyznała Legię Honorową malarce, Rosie Benhoeur. Była ona pierwszą kobietą udekorowaną tym odznaczeniem. W 1867 r. zorganizowano w Paryżu Wystawę Światową, która okazała się wielkim sukcesem organizacyjnym. W 1869 r. brała udział w otwarciu Kanału Sueskiego. Dziełem Eugenii było zawarcie pokoju z Włochami i Austrią W 1870 r. parlament zakończył jej regencję. Mogła zająć się działalnością dobroczynną i wychowaniem syna oraz siostrzenic. Cesarz Napoleon III sporządził akt abdykacji, który zakładał przekazanie władzy synowi w chwili ukończenia 18 lat, a w razie potrzeby sprawowanie regencji przez Eugenię.

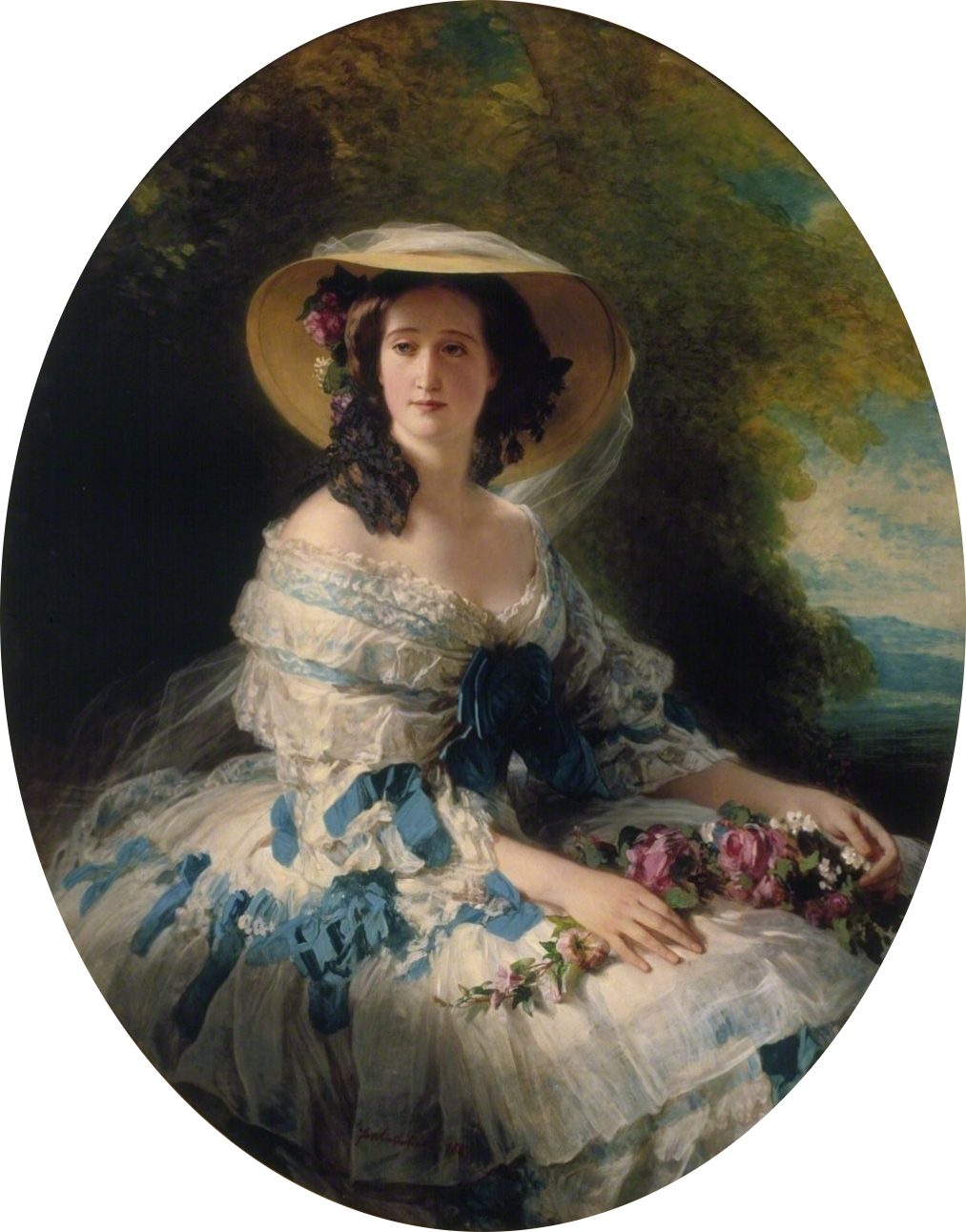
Eugenia (ok. 1857)

#### Wojna z Prusami
W lipcu 1870 roku, gdy wybuchł kryzys francusko-pruski, Napoleon III, wówczas już bardzo chory (na froncie pod Sedanem obwożono go bryczką, bo nie mógł już siedzieć na koniu) chciał za wszelką cenę, nawet oddania Strasburga Prusom, zachować pokój, ale miał przeciw sobie zgodną opinię narodu francuskiego, generalicji i prasy (także republikańskiej), wierzących w zwycięstwo. Również Eugenia uważała, że wobec poparcia udzielonego „liberalnemu cesarstwu” (referendum maj 1870, 7 300 000 głosów za – głównie z prowincji – ale jednak 1 570 000 przeciw, głównie z wielkich miast z Paryżem na czele) przez naród, monarchia napoleońska nie mogła sobie pozwolić na postępowanie wbrew jego patriotycznemu zrywowi. 15 lipca Napoleon (który wbrew radom Eugenii i księżniczki Matyldy objął naczelne dowództwo) i syn udali się na front, a cesarzowa Eugenia objęła po raz ostatni ster regencji. Mylnie przypisuje się jej słowa: To jest moja wojna, gdyż zostały sfałszowane przez Thiersa.
Tym razem Napoleon popełnił duży błąd. Zamiast Eugenii jako regent w czasie wojny byłby właściwszy Plonplon, na pozór energiczniejszy i posiadający autorytet, a przede wszystkim mężczyzna, według ówczesnych pojęć bardziej się nadający do rządzenia. Napoleon mimo swego przywiązania nie ufał jednak kuzynowi, obawiał się nawet, że Plonplon zdetronizuje jego i syna, aby samemu objąć tron. Eugenia została wprawdzie regentką, ale nowa liberalna konstytucja cesarstwa nie dawała jej tak daleko idących pełnomocnictw, jak w roku 1859. W pierwszych tygodniach regencji rząd nie zapraszał jej nawet na swe posiedzenia, zawiadamiając ją tylko o powziętych uchwałach. Eugenia próbowała uzyskać co najmniej moralne poparcie Rosji dla Francji i przekonać Austrię do czynnego poparcia Francji (za co obiecywała jej większą część Śląska), ale ani jedno, ani drugie przedsięwzięcie się nie udało – wszyscy się bali militarnej potęgi Prus. Włochy nie chciały wystąpić zbrojnie bez udziału Austrii, zaś Eugenia nadal nie chciała się zgodzić na przekazanie Rzymu dynastii sabaudzkiej, która wiedziała, że w przypadku klęski Napoleona III miasto siłą rzeczy przypadnie Królestwu Italii. Armia francuska była w kiepskiej sytuacji. Brakowało żołnierzy i narastały kłótnie wśród generalicji. W Paryżu Rada i cesarzowa zbierali się dwa razy dziennie. Postanowiono wzmocnić obronę Paryża. Zabezpieczono dzieła Luwru, a klejnoty koronne ukryto w sekretnym miejscu. Do Paryża spędzono woły i owce, aby można było wyżywić ludność. Przygotowywano się na oblężenie miasta.
6 sierpnia w Paryżu zaczęły się zamieszki na wieść o klęsce pod Wissembourgiem. Eugenia przebywała wówczas w Saint-Cloud i udała się natychmiast do Tuilerii. Po zwołaniu posiedzenia rządu zmusiła go do potwierdzenia jej zarządzeń w sprawach obrony państwa: obligacje państwowe na sumę 500 mln franków i zamrożenie kursu waluty miały ustabilizować finanse, zmobilizowana Gwardia Narodowa (270 000) bronić stolicy w razie oblężenia, wszystkie forty w okolicy miasta otrzymały dodatkowe armaty (1800), wszystkie mosty naokoło Paryża zostały wysadzone w powietrze, do miasta spędzono 3500 wołów i 280 000 owiec, które miały zapewnić wyżywienie ludności. Wszystkie zbiory obrazów i mebli z Tuilerii, Luwru i innych muzeów zostały zdeponowane w Brest.
Tron cesarski był zagrożony i jedynym politycznym rozwiązaniem stało się zdobycie poparcia Thiersa, do którego Eugenia wysłała Prospera Mériméego z prośbą o poparcie rządu i jej jako regentki. Thiers, z przekonania republikanin, odmówił jednak wszelkiego zaangażowania w sprawie. 3 września 1870 nadszedł z Sedanu telegram Napoleona III donoszący, że armia skapitulowała, a on sam dostał się do niewoli.

#### Ucieczka

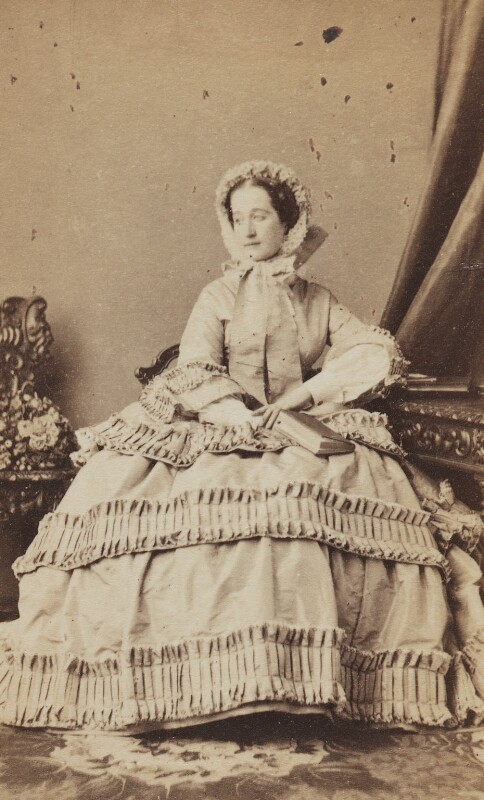
Cesarzowa Eugenia, 1858

Eugenia i jej zwolennicy zrozumieli, że nastał koniec II Cesarstwa, gdyż zamieszki w Paryżu przybrały na sile, rozwścieczony tłum demonstrował już na Place de la Concorde, paręset metrów od Tuilerii. O 3.30 rano 4 września dowódca paryskiej policji doniósł do Tuilerii, że tłum obalił kratę ogrodową i zbliża się do pałacu. Eugenia, która już dwa dni wcześniej wydała polecenie, by rozdzielonego z ojcem syna wysłać do Belgii, zdecydowała się po perswazji przyjaciół, że opuszczając stolicę nadal będzie w nieobecności cesarza legalną głową państwa, podczas gdy pozostając postrada życie lub będzie zdetronizowana. Biżuterię oddała księżnej von Metternich (odzyskała ją potem w londyńskim banku) i starannie posegregowała dokumenty. Część złożono w bezpiecznym miejscu, a część spalono. Przebrana w czarną suknię i woalkę, przedostała się z paroma przyjaciółmi przez galerie łączące oba pałace do Luwru, koło którego czekała bryczka ambasadora Austrii, księcia Metternicha. Dotarła do przyjaciela, dentysty Evansa, który pomógł jej przedostać się na północ. Po różnych perypetiach Eugenia dotarła 24 godziny później do Deauville, później do Trouville, skąd jacht angielskiego arystokraty Burgoyne’a przewiózł ją nocą do angielskiego portu Ryde. Zdołała zabrać za sobą najcenniejszy klejnot, a mianowicie złotą różę podarowaną przez papieża z okazji chrztu syna, do której czuła wielki sentyment, bowiem przekazała ją lokalnemu opactwa dopiero pół roku przed swoją śmiercią.

### Działalność dobroczynna
Członkowie Rady Miejskiej Paryża przeznaczyli sumę 600 000 franków na zakup kolii brylantowej jako daru miasta dla nowej cesarzowej, ale Eugenia w liście do Rady zrezygnowała z przyjęcia podarunku i poprosiła o przeznaczenie tej sumy na pomoc ubogim i bezdomnym. Posag, który jej wypłacił małżonek, zużyła w całości na zapewnienie opieki nad nieuleczalnie chorymi i ubogimi matkami. Zachowała natomiast relikwię, zwaną „Talizmanem Karola Wielkiego”. Był to wisior z szafirów i pereł, w którym znajdowała się drzazga drewna z Krzyża Świętego, przesłana cesarzowi przez kalifa Haruna ar-Raszida wraz z kluczami do Bazyliki Grobu Świętego. Karol Wielki nosił klejnot jako zapinkę do pasa i został z nim pochowany. Cesarz Otton III w obecności Bolesława Chrobrego kazał otworzyć kryptę i usunął z niej niektóre przedmioty, m.in. talizman, który odtąd był wystawiony na głównym ołtarzu katedry w Akwizgranie, i włócznię św. Maurycego, którą później podarował Bolesławowi Chrobremu. W roku 1804 kapituła katedralna darowała talizman cesarzowej Józefinie, która nosiła go na sobie w czasie koronacji cesarskiej. Po niej odziedziczyli go Hortensja de Beauharnais i później Napoleon III. Eugenia prawie do końca życia nie rozstawała się z talizmanem i na krótko przed śmiercią podarowała go katedrze w Reims.
Eugenia nie chciała tylko pięknie wyglądać i wydawać okazałe przyjęcia. Już od pierwszych dni chciała służyć ludziom. Podczas panowania poświęcała zawsze dwie godziny dziennie na odwiedzanie szpitali, domów starców, przytułków dla ubogich i żłobków. Robiła to w przebraniu i sprawdzała, czy przeznaczane na pomoc pieniądze prywatne i państwowe są zużywane zgodnie z celem. Organizowała zbiórki pieniędzy, czyniła darowizny, współpracowała z przytułkami i hospicjami. Z jej inicjatywy powstała szkoła kształcąca osierocone dzieci i pociechy tych rodziców, których nie było stać na sfinansowanie edukacji. Po narodzinach syna ufundowała sierociniec jego imienia. Zakładała także liczne żłobki. Przekształciła więzienia dla dzieci w wiejskie zakłady poprawcze. W latach swojej regencji ułaskawiła wielu więźniów. Rozdawała darmowe posiłki. Zakładała szkoły zawodowe dla dziewcząt. Podczas epidemii cholery odwiedzała szpitale, nie bojąc się zakażenia. Popierała badania naukowe. Pomagała finansowo w badaniach Pasteura. Sam naukowiec miał siedzibę obok cesarskiego Saint-Cloud.

## Na wygnaniu

### Do śmierci syna (1879)

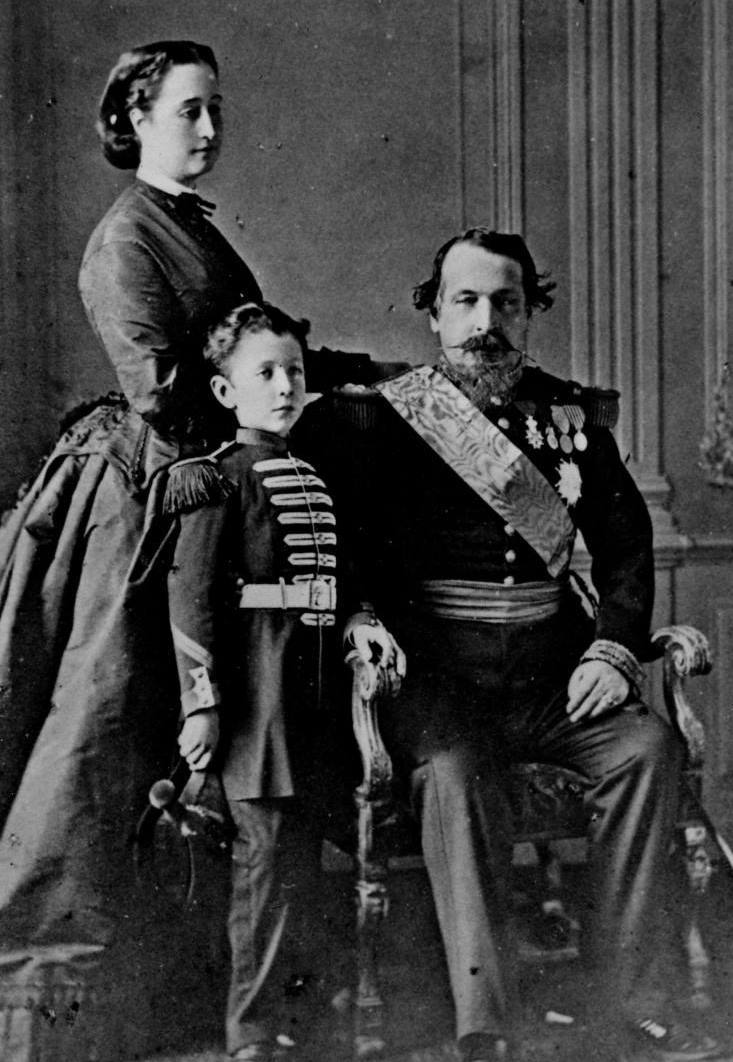
Cesarzowa Eugenia z mężem i synem

Dotarła do Hastings. Zamieszkała w hotelu. Już dwa dni po przybyciu połączyła się z synem i wznowiła korespondencję z mężem przebywającym w niewoli w pałacu Wilhelmshöle na przedmieściach Kassel. W pierwszym tygodniu pobytu w Anglii Eugenia otrzymała od zamożnego Anglika Nathanaela Strode'a, wielbiciela legendy napoleońskiej, propozycję zamieszkania w jego domu Camden House (dziś: siedziba klubu golfowego) w miejscowości Chislehurst w hrabstwie Kent (obecnie w Londynie, dystrykt Bromley) w odległości 20 minut pociągiem od Londynu. Dość przestronny, umeblowany dom podobał się cesarzowej (nie musiała płacić dzierżawy, co było ważne, gdyż w tych pierwszych miesiącach finanse wygnanych Bonapartów nie wyglądały najlepiej) i co najważniejsze, był jak na owe czasy łatwo dostępny dla gości z Francji, których nie brakowało.
Najpierw zaczęły przybywać delegacje prominentów reżymu napoleońskiego, namawiając cesarzową do użycia, za zgodą Prus, armii marszałka Bazaine'a, otoczonej w Metzu w celu stłumienia rewolucji w Paryżu. Wysłańcy Bazaine'a uzyskali nawet z Wersalu zgodę Bismarcka, który wcale nie był chętny negocjować z republikanami Thiersem czy Gambettą i uważał Eugenię za legalną regentkę cesarstwa, ale nie precyzował jeszcze swych roszczeń terytorialnych wobec Francji (20 lat później oświadczył, że zaraz po Sedanie zadowoliłby się Strasburgiem, kawałkiem Alzacji i dwoma mld franków odszkodowania, gdyby zawarł pokój z rządem cesarskim, a nie republikańskim). Król pruski Wilhelm I odpowiedział na list Eugenii, błagający o rezygnację z aneksji ziem francuskich. Stwierdził w nim, że on osobiście ich nie żąda, ale Bismarck chce mieć „wał ochronny” wobec agresywnej Francji (list Wilhelma, przekazany 49 lat później przez cesarzową francuskiemu premierowi Clemenceau, spowodował, że Konferencja Wersalska zwróciła Alzację i Lotaryngię Francji bez uprzedniego plebiscytu ludności – która, przynajmniej na wsi – do dziś posługuje się dialektem niemieckim). W tak napiętej sytuacji Eugenia pojechała w październiku do Kassel, by zobaczyć się z internowanym mężem i spytać go o zdanie. Dla Napoleona wszelkie układy z Bismarckiem były nie do pomyślenia i uważał poza tym, że haniebny pokój zawarty przez Thiersa i Gambettę, a nie przez rząd cesarski, da Bonapartym lepszą szansę restauracji monarchii, a zatem Eugenia odpowiedziała odmownie Bazaine’owi, który uznał wobec tego rząd III Republiki.
20 marca 1871 r. Napoleon, wypuszczony z niewoli pruskiej, przybył do Chislehurst. Syn zaczął uczęszczać do King’s College w Londynie, dokąd dojeżdżał pociągiem, a w wieku 16 lat wstąpił do szkoły kadetów Royal Artillery School w Woolwich. Szanse restauracji cesarstwa nie wyglądały źle – bonapartyści zdobyli wiele miejsc w parlamencie, armia w swej większości nadal była wierna Napoleonowi, a wszystkie kadry urzędnicze II Cesarstwa były nadal czynne w administracji. Napoleon III powziął już zamiar triumfalnego powrotu w stylu ucieczki z Elby stryja, Napoleona I. Jednak wszystkim planom położyła kres jego ostatnia choroba i śmierć na kamicę nerkową 9 stycznia 1873 roku. Od chwili jego śmierci Eugenia nosiła tylko czarne, żałobne suknie (nadal projektowane przez atelier Wortha) i nigdy już nie założyła klejnotów. Po zgonie cesarza nadzieje bonapartystów skupiły się na synu, obwołanym Napoleonem IV. Żądny sławy wojennej młodzieniec udał się jednak z ekspedycją brytyjską do Południowej Afryki i zginął tam 1 czerwca 1879 r. w walce z wojownikami zuluskimi. Eugenia dowiedziała się o śmierci syna trzy tygodnie później.

### Ostatnie 41 lat

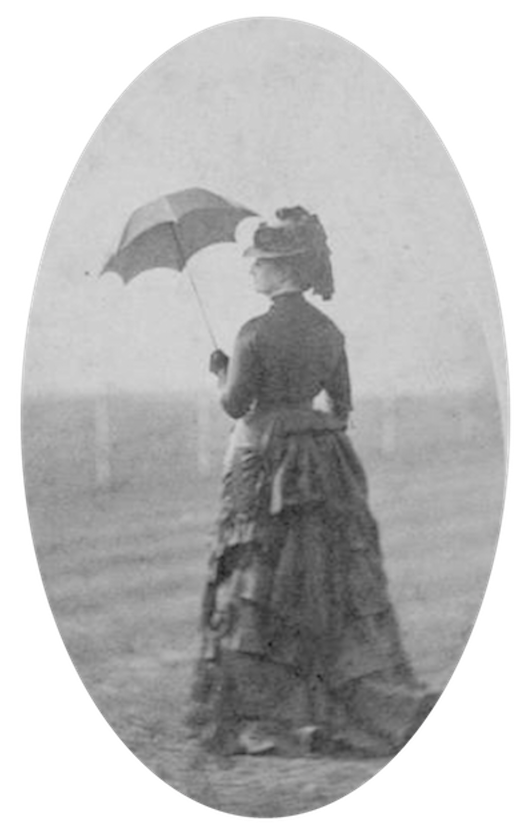
Cesarzowa Eugenia

Po zgonie syna Eugenia na parę lat odizolowała się od świata, żyjąc w apatii. Kolejnym ciosem była choroba jej matki, hrabiny de Montijo. Eugenia wystosowała do Republiki Francuskiej prośbę o przejazd przez jej terytorium. Spóźniła się jednak, Doña Manuela zmarła dzień przed przybyciem córki do Carabanchel. Często przebywała w towarzystwie królowej Wiktorii w ojczyźnie matczynych przodków, Szkocji, którą kochała i gdzie Wiktoria oddała jej do dyspozycji zamek Abergeldie Castle położony parę kilometrów od Balmoral.
W roku 1880 cesarzowa pojechała do Afryki Południowej i spędziła 12 godzin medytując i modląc się na miejscu śmierci syna. Chciała dokładnie zobaczyć miejsce, gdzie zginął jej syn i poznać szczegóły tego wydarzenia. Wtedy też postanowiła opuścić Chislehurst, sprzedała swą willę w Biarritz i zakupiła w 1885 r. pałacyk Farnborough Hill z wielkim parkiem w miejscowości Farnborough w hrabstwie Hampshire. Pałacyk miał 23 pokoje, Eugenia dobudowała jeszcze jedno skrzydło z 18 komnatami, gdzie urządziła muzeum napoleońskie. W parku wzniosła opactwo St.Michael’s Abbey, przeznaczone dla benedyktynów, w którego krypcie spoczywa obok męża i syna. Była bardzo bogata – po śmierci matki (1881) odziedziczyła jej część dóbr rodziny de Montijo, po synu spadek po księżnej Baciocchi, po mężu zamek Arenenberg w Szwajcarii i ok. 2 mln franków.
Od roku 1886 zaczęła coraz częściej powracać do Francji. W roku 1888 zakupiła parcelę na Cap Martin koło Cannes i wybudowała tam willę „Cyrnos” (grecka nazwa Korsyki), gdzie odtąd spędzała sezon zimowy. Kupiła luksusowy jacht Thistle, którym krążyła po Morzu Śródziemnym i po fiordach norweskich. Zwiedziła kraje basenu Morza Śródziemnego, Egipt i nawet Cejlon. Była jedną z pierwszych głów koronowanych swego pokolenia, która posiadała samochód i chętnie go używała. Z trudem dała się odwieść od wypróbowania samolotu.
W czasie I wojny światowej urządziła w Farnborough Hill szpital dla rannych oficerów angielskich, zostawiając na własne potrzeby tylko dwa pokoje, za co król Jerzy V nadał jej w 1918 roku Wielki Krzyż Orderu Imperium Brytyjskiego.
W lipcu 1920 roku Eugenia udała się w ostatnią podróż swego życia. Odwiedziła Paryż, jak zwykle zatrzymując się w Hôtel Continental przy Place de la Concorde, skąd z okien widziała ogrody Tuilerii. Z Paryża udała się do Marsylii, dalej parowcem (jacht przekazała w 1914 roku flocie brytyjskiej) do Gibraltaru i stamtąd do Madrytu, by odwiedzić wnuka siostry, księcia Alba, w którego Palacio de Liria zamieszkała. Ślepa na jedno oko, od dłuższego czasu już cierpiąca na kamicę nerkową, uległa chorobie w niedzielę 11 lipca 1920 roku w wieku lat 94. Rząd francuski odmówił urządzenia byłej cesarzowej uroczystości pogrzebowych. Natomiast król Anglii, Jerzy V, kazał okryć jej trumnę flagą brytyjską przed pochowaniem jej we Farnborough.
W testamencie Eugenia zapisała dobra hiszpańskie drugiemu wnukowi swej siostry, hrabiemu de Montijo-Peñeranda, Farnborough Hill ze wszystkimi meblami i kolekcjami księciu Wiktorowi Bonaparte, willę Cyrnos jego siostrze, Letycji z Bonapartów, wdowie po Amadeuszu ks. Aosty. Środki pieniężne podzieliła na równi między księciem Alba, księciem Wiktorem i Letycją Aosta. 100 000 franków przekazała na odbudowę katedry w Reims, wielu przyjaciół i służących otrzymało dożywotnie pensje. Zamek Arenenberg podarowała szwajcarskiemu kantonowi Thurgau. Jeden z obrazów pędzla Greuze’a z jej kolekcji otrzymał sir John Burgoyne, który w 1870 roku przewiózł ją swym jachtem z Trouville do Anglii.

## Królowa mody

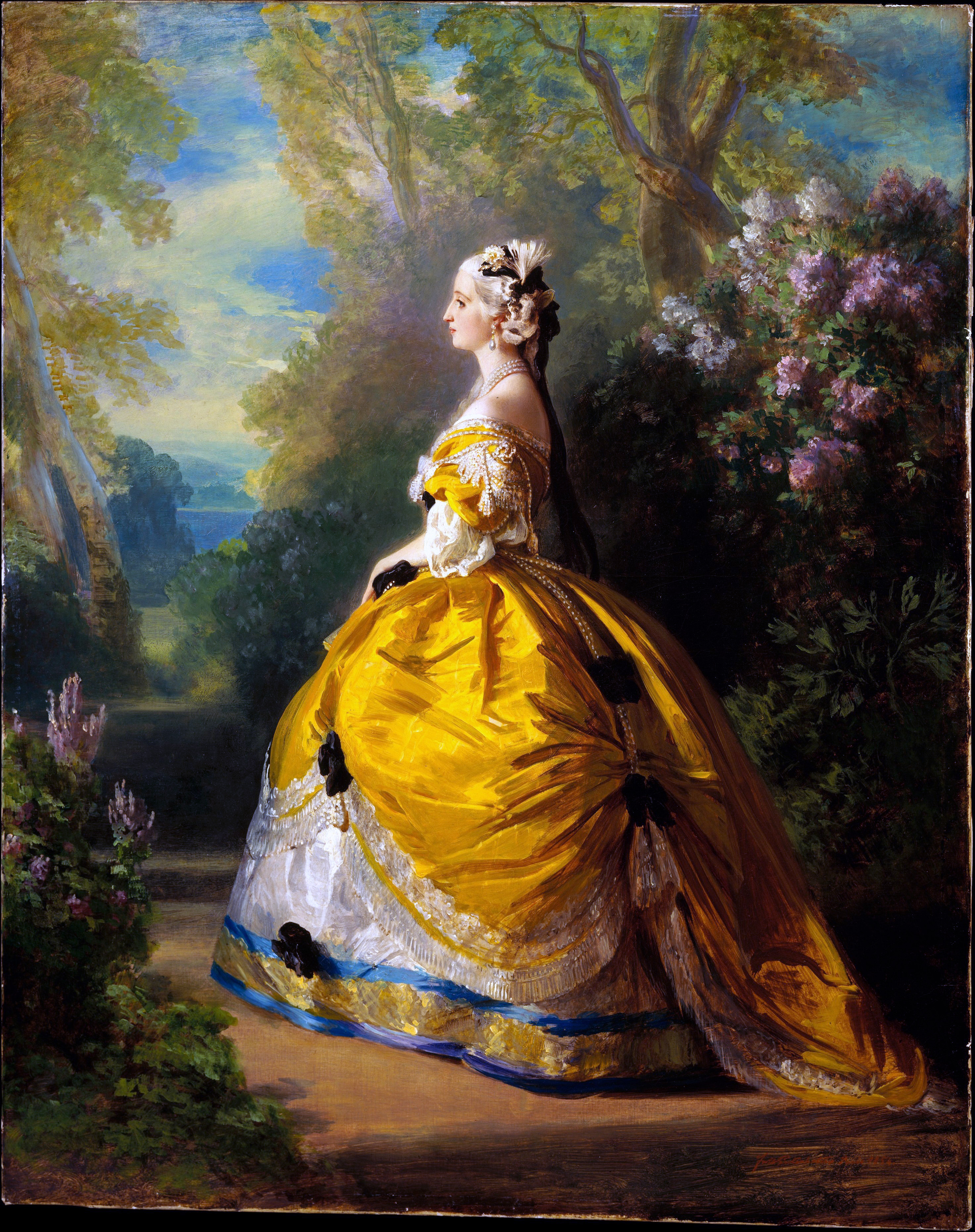
Eugenia w krynolinie à la Maria Antonina (portrtet Winterhaltera)

Zakochana w XVIII wieku i postaci królowej Marii Antoniny Eugenia zaczęła lansować krynolinę, w odmienionym nieco kształcie, krótszą, nie dotykającą ziemi. Na soirées pojawiała się w projektowanych przez Charlesa Wortha, który dzięki jej poparciu zdobył sławę światową jako twórca haute couture, wspaniałych toalet z jedwabiu, atłasu i koronek, z dużym dekoltem, który ukazywał jej piękne ramiona i część wspaniale zaokrąglonego biustu. I suknie, i treny były ozdobione sztucznymi kwiatami, rozetkami i szklanymi perłami. Eugenia była przy tym oszczędna – wszystkie jej stroje były przerabiane w szwalni Tuilerii i niepoznane noszone ponownie. Nie pozostawiła po sobie w pałacu 700 sukien i 500 par butów, jak poprzedniczki Józefina czy Maria Ludwika. Jedynie swe atłasowe buciki zakładała zawsze tylko jeden raz, po czym darowywała je zakonnicom w sierocińcach – miała tak małą stopę, że jej buty nadawały się tylko dla dzieci.
Moda lansowana przez nią święciła triumfy na całym świecie – nawet córki urzędników, czy zamożniejszych rzemieślników musiały obowiązkowo posiadać krynolinę. Wylansowała także słomkowe kapelusze z szerokim rondem, diadem z drogocennych kamieni i kolor malwy. Obrysowywała sobie oczy kohlem, stosowała odżywkę do rzęs, a usta malowała na karminowo. Natomiast Pierre’a Guerlaina mianowała swoim perfumiarzem. Stworzył on perfumy na bazie: cytryny, bergamotki, lawendy, pomarańczy i werbeny. Do dziś perfumy te są sprzedawane jako Eau de Cologne Impériale. Zarzucano jej, że wyłącznie skupia się na modzie, jednak ona ciężko pracowała, studiując dokumenty o stanie państwa: Ludzie, osądzając mnie po pozorach, uważali, że zajmują mnie eleganckie stroje, światowe życie i fatałaszki; zarzucano mi, że jestem lekkomyślna, rozrzutna, powierzchowna i nie wiadomo co jeszcze. Ale ci, którzy prowadzili przeciw mnie tę złośliwą kampanię, byliby zdumieni, gdyby zobaczyli zeszyty, w których codziennie podsumowywałam moje lektury.
Była niezwykle piękną kobietą. Tak opisuje ją George Sand, po spotkaniu w 1853 r.: Średniego wzrostu, cudownie proporcjonalna, Eugenia ma dłonie i stopy jak dziesięcioletnie dziecko. Głowę dumnie uniesioną na olśniewająco białej szyi i pięknie ukształtowanych ramionach, wieńczy ją masa kręconych włosów, których kolor, ni rudy, ni złoty, ni kasztanowy wydaje się sumą tych trzech barw, co niektórzy przypisują sztuce. Jej cyzelowane rysy mają doskonałość greckiej rzeźby. Ale największe piękno tkwi w jej ciemnoniebieskich oczach, osłoniętych czarnymi brwiami.
Eugenia, wprawdzie arystokratka, ale nie wychowana na żadnym dworze królewskim, zauważyła, że nie umie się poruszać jak monarchini i stosować odpowiednią gestykulację, więc zaczęła pobierać lekcje u sławnej aktorki dramatycznej Rachel Félix. Nauczyła się od niej bardzo wiele – jeszcze 40 lat później, na wygnaniu w angielskim Farnborough, gdy goście dyskutowali „Fedrę” Racine’a potrafiła deklamować fragmenty dramatu.

## Upamiętnienie
Farnborough Hill, potężnie rozbudowany, jest od roku 1926 do dziś (2007) siedzibą ekskluzywnej katolickiej szkoły prywatnej dla 500 dziewcząt od 13 do 18 lat, która przyjmuje także uczennice innych wyznań chrześcijańskich, zaś w willi Cyrnos mieści się luksusowy hotel.
Odkryta w 1857 roku planetoida została na jej cześć nazwana (45) Eugenia. Jej satelita odkryty w roku 1999 nazywa się Petit-Prince na cześć jej syna Napoleona IV i ze względu na analogie jego życiorysu z postacią głównego bohatera powieści Antoine’a de Saint-Exupéry’ego pt. Mały Książę. Imieniem Eugenii nazwano także kilka rodzajów ekskluzywnych perfum (np.Jasmine Impératrice Eugénie), stworzonych dla niej niegdyś przez paryskich mistrzów i cieszących się do dziś powodzeniem.

## Filmografia
- Filmy fabularne, w których cesarzowa Eugenia jest główną postacią:
- Mademoiselle Minuit, reż. Robert Z. Leonard, USA 1924
- Imperial Violets, reż. Henri Roussel, Francja 1932
- The Empress and I, reż. Friedrich Holländer, Francja 1932
- Sarasate, reż. Richard Busch, USA 1941
- La Contessa Castiglione, reż. Flavio Calzatore, Włochy 1942
- The Song of Bernadette, reż. Henry King, USA 1943
- Eugenia de Montijo, reż. José Lopez, Hiszpania 1944
- La Valse de Paris, reż. Marcel Achard, Francja 1949
- Idol of Paris, reż. Leslie Arniss, USA 1949
- Imperial Violets (remake), reż. Richard Pottier, Francja 1953
- Si Paris m'ètait conte, reż. Sacha Guitry, Francja 1955